# Walter Hagen
Walter Hagen (Rochester, 21 de dezembro de 1892 - Traverse City, 6 de outubro de 1969) foi um jogador de golfe dos Estados Unidos.

## Principais títulos
- US Open: 2 (1914, 1919)
- Campeonato Aberto: 4 (1922, 1924, 1928, 1929)
- Campeonato PGA: 5 (1921, 1924~1927)